# Megamind - Il bottone col botto
Megamind - Il bottone col botto (Megamind: The Botton of Doom) è un cortometraggio d'animazione del 2011, prodotto da DreamWorks Animation e spin-off/sequel del film d'animazione Megamind.

## Trama
Megamind, diventato il nuovo supereroe di Metro City, e Minion stanno effettuando una svendita dei loro vecchi gadget da supercattivi, inclusa la pistola disidratante: intanto, Megamind ha realizzato una tuta accessoriata che mima tutti i poteri di Metro Man, ma che Minion non ritiene adatto a lui. Unica cosa che non vendono è il raggio con cui l'alieno aveva provato a uccidere Metro Man, più un dispositivo con pulsante che non riconoscono: questo attiva Mega-Megamind, un gigantesco robot costruito da Megamind tempo prima e intenzionato a distruggere qualsiasi eroe, incluso Megamind che il robot scambia per Metro Man a causa della tuta. Contro il robot persino il nuovo equipaggiamento non è sufficiente, per cui Minion propone di smettere di imitare Metro Man e di pensare come farebbero loro: Megamind ha l'idea di usare il Raggio, per cui per mezzo del robot-ragno che Minion ha tenuto, attira Mega-Megamind in trappola e Minion aziona il raggio, con successo. I due alieni ricuperano le loro vecchie armi, inclusa la pistola, e quella sera, vedendo commossi che Metro City ha creato un segnale per chiamarli (omaggio al Bat-segnale) si avviano a pattugliare la città.

## Distribuzione
Il cortometraggio è stato distribuito insieme al film originale in DVD e Blu-ray il 25 febbraio 2011.